# Novotel
Novotel je jeden z hotelových řetězců vlastněných francouzskou hotelovou skupinou Accor.

## Pokoje
Pokoje jsou zařízeny jako každý hotel, který je zaměřen na zákazníky z obchodní branže. Obvykle zde najdeme dvoulůžkovou postel a pohovku, stůl s internetovým připojením, satelitní televizi, šatník, klimatizaci a telefon. Všechny pokoje mají obvykle koupelnu se základním vybavením.

## Hotel

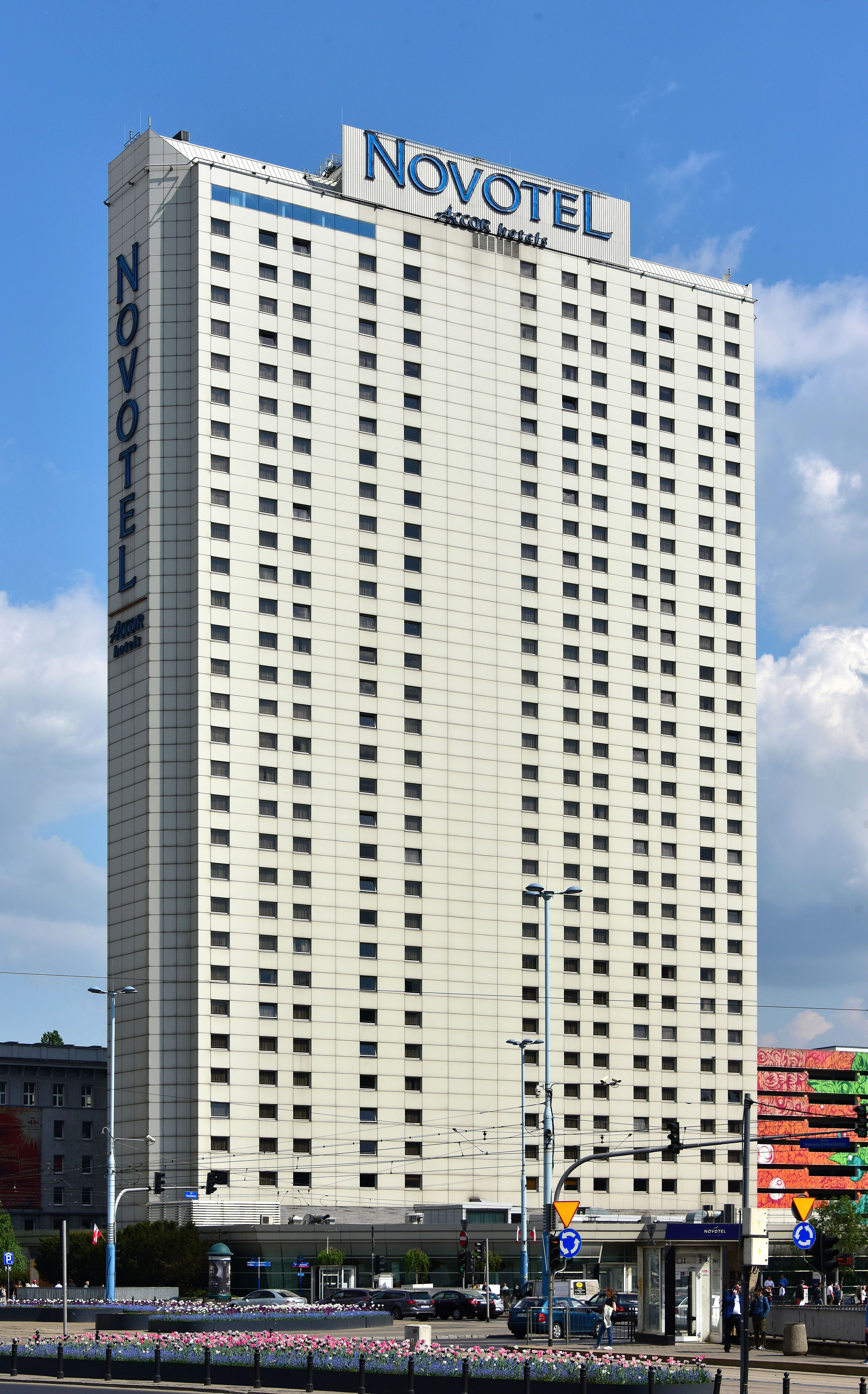
Novotel Warszawa Centrum

Hotely Novotel mají všeobecně jednu nebo více restaurací a kavárnu, dále plavecký bazén a fitness centrum. Protože jde o hotely orientované na obchodnickou klientelu, mají k dispozici též konferenční místnosti a obchodní centra.

## Umístění
| Evropa a Střední Východ | Afrika | Asie | Severní a Jižní Amerika | Pacifik |
| --- | --- | --- | --- | ------- |
| - Velká Británie - Andorra - Španělsko - Portugalsko - Francie - Švýcarsko - Itálie - Rakousko - Maďarsko (Budapešť, Segedín, Stoličný Bělehrad) - Bulharsko (Plovdiv) - Řecko - Rusko - Litva - Polsko - Česká republika - Německo - Švédsko - Belgie - Nizozemí - Lucembursko - Izrael - Spojené arabské emiráty - Rumunsko (Bukurešť) - Turecko | - Reunion - Burundi - Rwanda - Gabon - Nigérie - Benin - Ghana - Pobřeží slonoviny - Guinea - Senegal - Mauretánie - Egypt | - Čína - Barma - Jižní Korea - Vietnam - Laos - Thajsko - Singapur - Malajsie - Indonésie - Indie - Hong Kong | - USA - Kanada - Mexiko - Guadeloupe - Francouzská Guyana - Brazílie - Peru - Chile - Austrálie - Nový Zéland - Francouzská Polynésie - Nová Kaledonie |         |